# Ніколіца Денис Олегович
Дени́с Оле́гович Ніколі́ца (2000-2022) — український військовослужбовець, капітан (посмертно) Збройних сил України, командир самохідної артилерійської батареї самохідного артилерійського дивізіону  бригадної артилерійської групи 92-ї окремої механізованої бригади. Учасник російсько-української війни.

## Життєпис
Народився 21 серпня 2000 в селі Качківка Вінницька область.
Старший лейтенант, командир 3-ї самохідної артилерійської батареї бригадної артилерійської групи 92 ОМБр. Випускник НАСВ імені гетьмана Петра Сагайдачного.

## Загибель
Загинув в бою з російськими окупантами біля населеного пункту Колесниківки Харківської області. Нагороджений орденом Богдана Хмельницького ІІ ступеня (посмертно).